# Hereditas; genetiskt arkiv.
Hereditas; genetiskt arkiv. (abreviado Hereditas (Lund)) es una revista con ilustraciones y descripciones botánicas que es publicada en Lund desde el año 1920 con el nombre de Hereditas; Genetiskt Arkiv. (Mendelska sallskapet i Lund).